# OOoOO
oOoOO (pronunciado como "oh") es un proyecto musical oriundo de San Francisco formado por Chris Dexter Greenspan, músico estadounidense de música electrónica.
Su estilo musical se ve clasificado dentro del espectro musical del Witch house.
En colaboración con Butterclock, la voz femenina en sus grabaciones, Chris ha producido numerosas de sus canciones.
Chris Dexter ha conseguido tener una discográfica propia. Participó con White Ring, conjunto de Witch house actualmente disuelto. Ha producido algunos remixes.
Dexter es de origen ruso. 
Ha mencionado a Jana Hunter como una de sus influencias musicales.

## Discografía

### EP
- "Balls Of Destruction" (2010)

- "oOoOO" (2011)

- "Orphans Are People Too THE MOVIE" (2012)

### LP
1 - I LUV IT
2 - MY wee wee got stuck in my

### Colaboraciones
- "Hustling" con Laura Clock, aka Butterclock

- Datos: Q7072798